# ايمانويل ادمون
ايمانويل ادمون (بالإنجليزية: Emmanuel Edmond)‏ (13 يونيو 1996 بنيجيريا - ) هو لاعب كرة قدم نيجيري في مركز الهجوم. لعب مع نادي ترنتشين.

## وصلات خارجية
- ايمانويل ادمون على موقع قاعدة بيانات كرة القدم.إي يو (الإنجليزية)
- ايمانويل ادمون على موقع Soccerway.com (الإنجليزية)